# Alpaka (slitina)

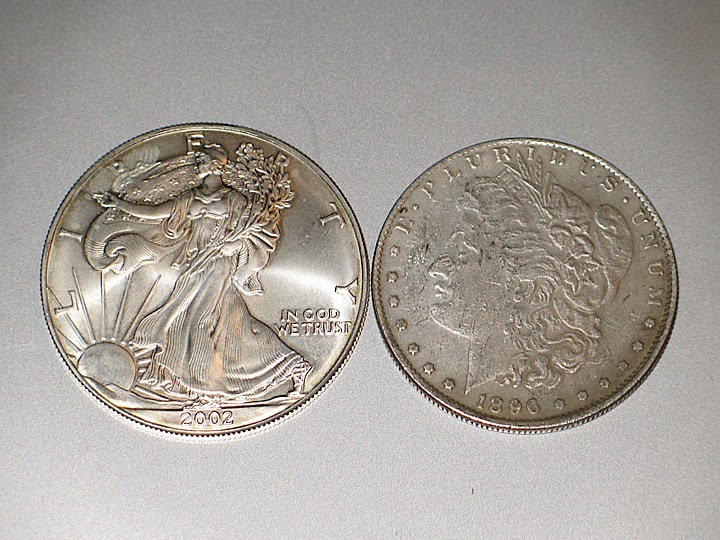
Mince vyrobené z alpaky

Alpaka je slitina mědi a niklu, dále zinku a případně dalších kovů, známá také pro svůj vzhled v Německu jako nové stříbro. Tato slitina je často označována jako pakfong, avšak může jít o slitinu mědi a niklu s přídavkem železa nebo manganu.

## Jméno
Alpaka má řadu dalších názvů: pakfong, bílá mosaz, niklová mosaz, nové stříbro. V angličtině se používají označení Nickel silver, German Silver, Paktong, New Silver, Alpacca (či Alpaca). V němčině se kromě výrazu Neusilber setkáme rovněž s výrazy Alpacca, Argentan, Minargent či Pakfong. Označení podle norem jsou třeba ČSN 42 3256, nebo CuNi15Zn21.

## Složení
Existuje mnoho různých definic složení slitiny; všechny však zahrnují měď (45–70 %) a nikl (5–30 %). Přidáním dalších kovů, nejčastěji zinku (8–45 %), antimonu, cínu, olova nebo kadmia, lze dosáhnout lepších vlastností slitiny, např. větší tvrdosti či odolnosti vůči korozi.
Průmyslově používaný poměr kovů je 65 % mědi, 18 % niklu a 17 % zinku.

## Vlastnosti
Alpaka je pevná látka stříbrného vzhledu. Vyznačuje se snadnou opracovatelností, tvrdostí, odolností vůči korozi a dobrou tepelnou vodivostí. Slitina sama klade relativně velký odpor elektrickému proudu, nicméně její oxidy jsou vodivé.
- Hustota: 8 700 kg/m³
- Měrná elektrická vodivost: cca 3–5 MS·m−1
- Tepelná vodivost: cca 25–35 W·m−1K−1
- Koeficient teplotní roztažnosti: 16×10−6 K−1 až 17×10−6 K−1

## Použití
Zpočátku byla alpaka oblíbena jako výchozí kov pro výrobu postříbřeného nádobí; povrch výrobku byl elektrolyticky pokovován.
S alpakou se setkáme v bižuterii, hračkářském průmyslu (pro dobrou elektrickou vodivost oxidů sloučeniny vhodná pro výrobu kolejnic modelových železnic), i u kvalitnějších klíčů. Dobré opracovatelnosti slitiny se využívá při výrobě hudebních nástrojů (např. činely, flétna, saxofon), odolnost vůči korozi z alpaky zase dělá vhodnou slitinu pro výrobu kapesních nožů.
Z alpaky jsou zhotoveny také některé mince (německá marka, portugalské escudo).
Příkladem technického využití je konstrukce vodovodních potrubí a topných spirál.
V budově Českého rozhlasu, Vinohradská 12, Praha 2, nebo v nedaleké budově Městského soudu, Slezská 9, je z alpaky kování dveří - kliky, panty.  

## Historie
První zmínka o alpace pochází z Číny, odkud byla dovážena do Evropy. Slitina nesla čínský název Paktong nebo Pakfong (白銅, doslova „bílý bronz“); sloužila jako náhrada pravého stříbra. Její tři složky (měď, nikl a zinek) však byly určeny až v 18. století. Roku 1770 byly německé železárny v Suhlu schopny tuto slitinu zhotovit, a v roce 1823 byla vyhlášena soutěž, komu se podaří produkci natolik zdokonalit, aby se výsledná slitina co nejvíce podobala stříbru. Nezávisle na sobě byli nejúspěšnější bratři Hennigerovi v Berlíně a Ernst August Geitner v městě Schneeberg. Jiná forma slitiny byla vynalezena roku 1832 v Birminghamu (Anglie).
Alpacca byla původně ochrannou známkou obchodníka Berndorfa, v Severní Evropě se však rychle ujala jako obecný název slitiny.
S rozšířením elektrolytického pokovování po roce 1840 poskytovala alpaka vhodný základ pro nanesení stříbrného povlaku.